# Lepidopilum floresianum
Lepidopilum floresianum là một loài rêu trong họ Daltoniaceae. Loài này được Renauld & Cardot mô tả khoa học đầu tiên năm 1894.